# Mount Warren (Wyoming)
Der Mount Warren ist mit einer Höhe von 4182 m nach Gannett Peak, Grand Teton und Fremont Peak der vierthöchste Berg des US-Bundesstaates Wyoming und der dritthöchste der Wind River Range im Westen des Bundesstaates. Er liegt unmittelbar östlich der kontinentalen Wasserscheide am Hauptkamm der Gebirgskette, nördlich des Mount Helen, westlich des Turret Peak und unmittelbar östlich des Doublet Peak. Im weiteren Gratverlauf folgen nach Nordwesten der Mount Woodrow Wilson sowie der Gannett Peak, der sich rund vier Kilometer nordwestlich des Mount Warren erhebt. Südlich des Berges liegt der Helen Glacier, nördlich der Dinwoody Glacier, der zu den flächenmäßig größten Gletschern der Rocky Mountains zählt. Die Gegend um den Mount Warren ist vollständig als Wildnis-Schutzgebiet ausgewiesen – der Berg liegt innerhalb der Grenzen der Fitzpatrick Wilderness des Shoshone National Forest, unmittelbar östlich der Bridger Wilderness des Bridger-Teton National Forest.

## Geschichte
Der Mount Warren wurde zunächst im Jahr 1920 durch Arthur Tate bei dessen zweiter Expedition in die Wind River Range als Elsie Peak bezeichnet. Die Erstbesteiger des Berges, Carl Blaurock und Albert Ellingwood, benannten den Berg im Jahr 1924 in Mount Harding um. Seinen heutigen Namen erhielt er schließlich wenige Jahre später, als er offiziell nach dem Gouverneur Wyomings, Francis E. Warren, benannt wurde.

## Belege
1. 1 2  Mount Warren - Peakbagger.com. Abgerufen am 14. April 2024.
2. ↑  Mount Warren : Climbing, Hiking & Mountaineering : SummitPost. Abgerufen am 14. April 2024.